# Дыко, Лидия Павловна
Ли́дия Па́вловна Дыко́ (22 марта (4 апреля) 1914 — 2 февраля 2002, Москва) — советский и российский кинооператор и педагог, автор многочисленных статей, книг и учебных пособий по вопросам художественной фотографии и операторского мастерства. Заслуженный работник культуры РСФСР (1972).

## Биография
Окончила операторский факультет ВГИКа в конце 1930-х годов. В  качестве ассистента оператора, а затем второго оператора принимала участие в создании фильмов: «Брат героя» (1940), «Жила-была девочка» (1944), «Пятнадцатилетний капитан» (1945), «Крейсер „Варяг“» (1946) и других.
На протяжении десятилетий Лидия Дыко неизменно преподавала фотокомпозицию для многих поколений кинооператорского факультета ВГИКа. Книги по фотокомпозиции, написанные в соавторстве с А. Д. Головнёй, Е. А. Иофисом, а затем и самостоятельно — неустаревающие учебные пособия по фотомастерству, издававшиеся не только в СССР.
В начале 90-х привлекла к преподавательской работе во ВГИКе кинооператора В. Н. Корнильева.
Наивно тешить себя надеждой, что мастерство придёт с опытом.
Кандидат искусствоведения, профессор. Более 25 лет Дыко была членом редколлегии журнала «Советское фото». Принимала участие в организации большинства фотовыставок своего времени. Публиковалась, вела занятия в институте высшего журналистского мастерства при Союзе журналистов СССР. Читала двухгодичный курс фотолюбителям Москвы и России при Центральном доме журналистов СССР, несла на себе основную нагрузку лектория.
Член Союза кинематографистов (Москва).

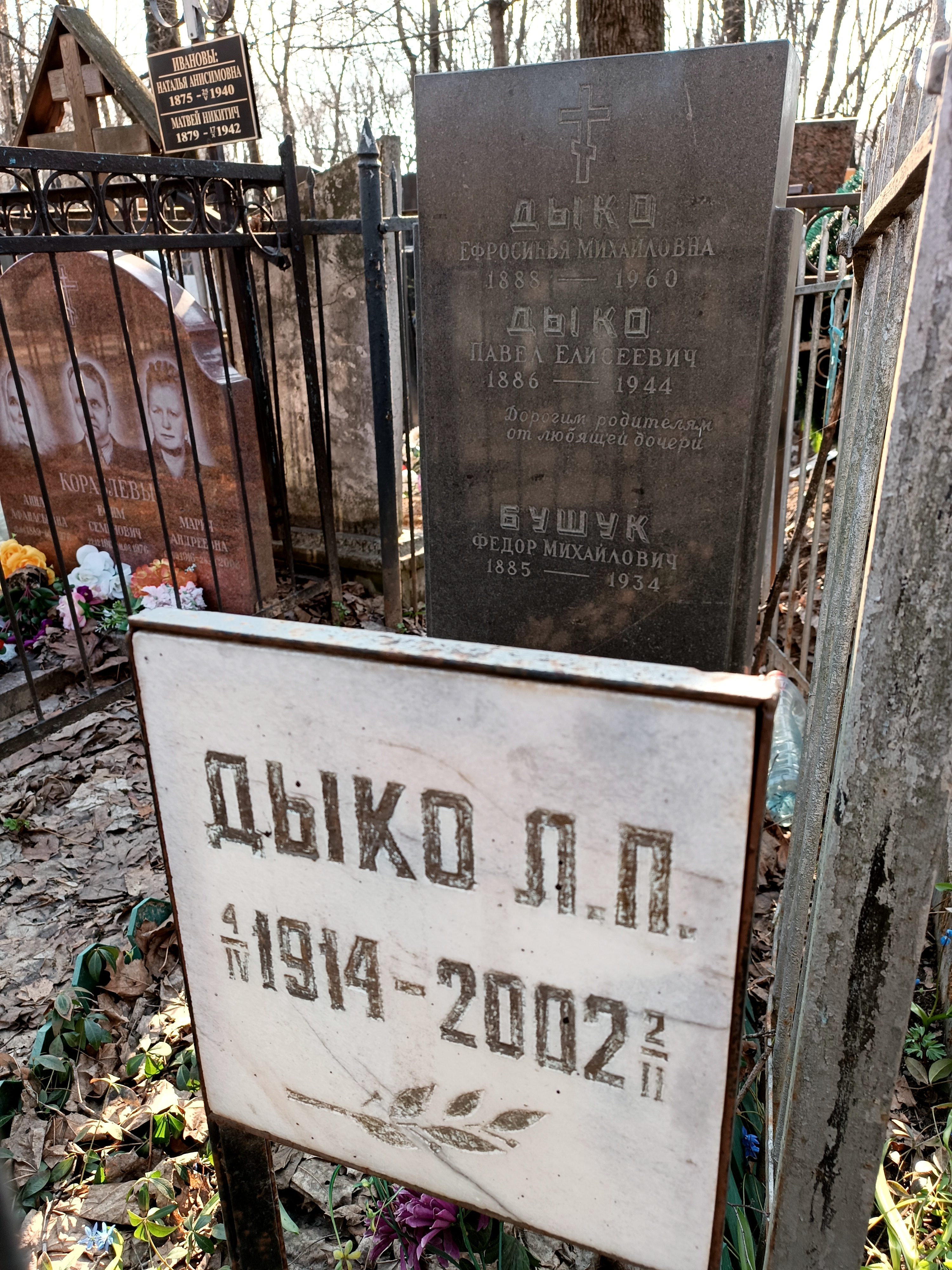
Могила Л. П. Дыко на Ваганьковском кладбище

В личной жизни была одинока. Её муж и сын погибли в автомобильной катастрофе.
Умерла 2 февраля 2002 года. Похоронена на Ваганьковском кладбище, участок № 39.

## Звания
- заслуженный работник культуры РСФСР (7 февраля 1972)[10]

## Память
В разных публикациях о Л. П. Дыко воспоминают её ученики: Анатолий Заболоцкий, Леонид Лазарев, Николай Жолудев, а также встречавшийся с ней Григорий Поздняков.

Многие фотографы и преподаватели фотографии прочно стоят на фундаменте, заложенном Лидией Павловной. В своём творчестве она была человеком динамичным, чувствовала время и его изменения.
— Николай Жолудев, кинооператор, преподаватель ВГИКа

Лидия Павловна говорила, что не научит нас стать хорошими фотографами или операторами. А посылала нас в музей Пушкина, в Третьяковку учится композиции, цвету у художников.
— Юрий Барыкин, фотохудожник, фотокорреспондент